# Австралійський тарган
Австралійський тарган (Periplaneta australasiae) — поширений вид тропічних тарганів довжиною 23-35 міліметрів. Загалом він коричневий, на тігміні помітна бічна бліда смуга або край, а на переднеспинці (головний щиток) різко контрастує блідий або жовтий край. Зовні він дуже схожий на американського таргана, і його легко прийняти за нього. Однак він трохи менший за американського таргана і має жовтий край на грудях і жовті смуги з боків біля основи крил.

## Розподіл
Незважаючи на свою назву, австралійський тарган є космополітичним видом і інтродукованим видом в Австралії. Ймовірно, походить з Африки. Він дуже поширений на півдні Сполучених Штатів і в тропічному кліматі, його можна знайти в багатьох місцях по всьому світу завдяки його «подорожам» через комерційну діяльність людини.

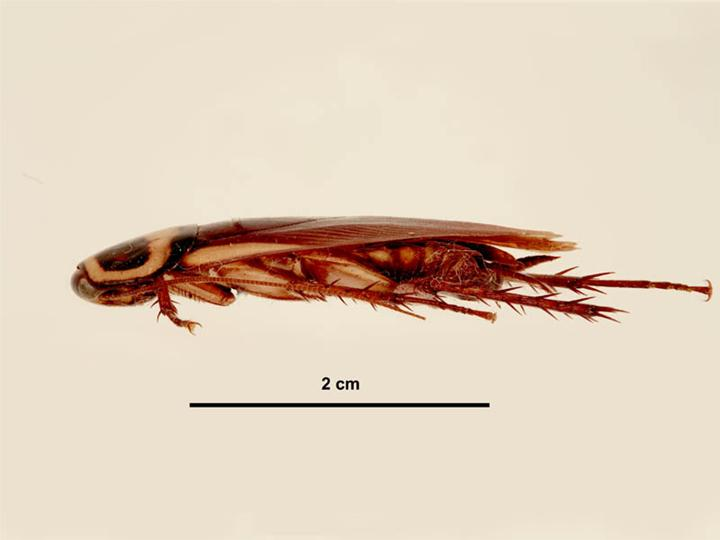
Вид збоку

Австралійський тарган віддає перевагу теплішому клімату і не є холодостійким, але може вижити в приміщенні в холоднішому кліматі. Він добре почувається у вологих умовах, але також може переносити сухі умови, поки є вода. Часто живе по периметру будівель. Схоже, він віддає перевагу рослинам більше, ніж його родичам, але може харчуватися широким спектром органічних речовин (включаючи гнилі). Як і більшість тарганів, він є падальщиком. 
Він може входити в приміщення, щоб знайти їжу і навіть жити, але в теплу погоду може виходити на вулицю. Цей вид можна зустріти в природі в тропічних районах Австралії; його також було знайдено вздовж східного узбережжя Австралії, від мису Йорк до кордону з Вікторією.